# Квітень 2010
Квітень — четвертий місяць 2010 року, що почався в четвер 1 квітня та закінчився в п'ятницю 30 квітня.
- 1 квітня
  - Міністр закордонних справ Кенії Мозес Ветанґула заявив, що його уряд перегляне угоду з ЄС, яка передбачає проведення в Кенії судів над сомалійськими піратами, затриманими європейськими ВМС біля берегів Африканського Рогу[1][2]
- 2 квітня
  - Донецький окружний суд скасував указ Президента України про присвоєння Степанові Бандері звання Героя України[3][4][5]
  - Ізраїль завдав щонайменше сім ракетних ударів по сектору Газа, в результаті чого двоє дітей отримали поранення легкого ступеня важкості, зруйновано декілька будівель[6]
  - Парламент Білорусі одностайно ратифікував Договір про державний кордон між Україною та Республікою Білорусь[7]
- 3 квітня
  - Українські правозахисниці подали судові позови проти Прем'єр-міністра Миколи Азарова через його заяву, що «не жіноча це справа — проводити реформи в Україні»[8][9], яка пролунала 19 березня під час візиту прем'єра на Дніпропетровщину[10][11]
  - Поблизу Багдаду одягнені у військову форму бойовики вбили 25 людей[12][13][14]
- 4 квітня
  - У Багдаді відбулася серія терористичних актів, внаслідок чого загинуло щонайменше 30 осіб[15]. Незначних пошкоджень зазнала будівля українського посольства в Іраку[16][17]
  - Президент Сенегалу Абдулай Ваде оголосив, що його країна повертає собі військові бази, які досі перебували під контролем Франції[18]
  - У ПАР вбито лідера Африкаанерського руху опору (AWB) Юджина Тербланша (Eugene Terreblanche)[19][20][21]
- 5 квітня
  - У США успішно пройшов запуск космічного корабля Discovery, який вирушив до Міжнародної космічної станції[22][23]
  - Набирає чинності новий Візовий кодекс, який Європейський Парламент і Рада Євросоюзу прийняли 13 липня 2009 року[24]
  - Вранці біля будівлі МВС у Карабулаці (Інгушетія) відбулося два вибухи, поранено чотири особи (3 працівники міліції та 1 співробітник прокуратури). Перший з вибухів учинив смертник[25][26]
  - Інтерпол видав ордер на арешт Рагад Саддам Хусейн, дочки колишнього президента Іраку Саддама Хусейна за звинуваченнями у тероризмі і злочинах проти мирного населення[27].
  - Старт місії STS-131 шатла «Діскавері» до Міжнародної космічної станції.
- 6 квітня
  - На прохання прем'єр-міністра Великої Британії Ґордона Брауна королева Єлизавета II розпустила парламент країни. Нові вибори призначено на 6 травня цього року[28][29][30]
  - У киргизькому місті Таласі почалися антиурядові акції протесту[31]
- 7 квітня
  - Внаслідок заворушень у Киргизстані уряд країни пішов у відставку. У результаті сутичок загинуло 40 людей[32]Демонстранти прориваються на територію Парламенту в Бішкеку, 7 квітня 2010

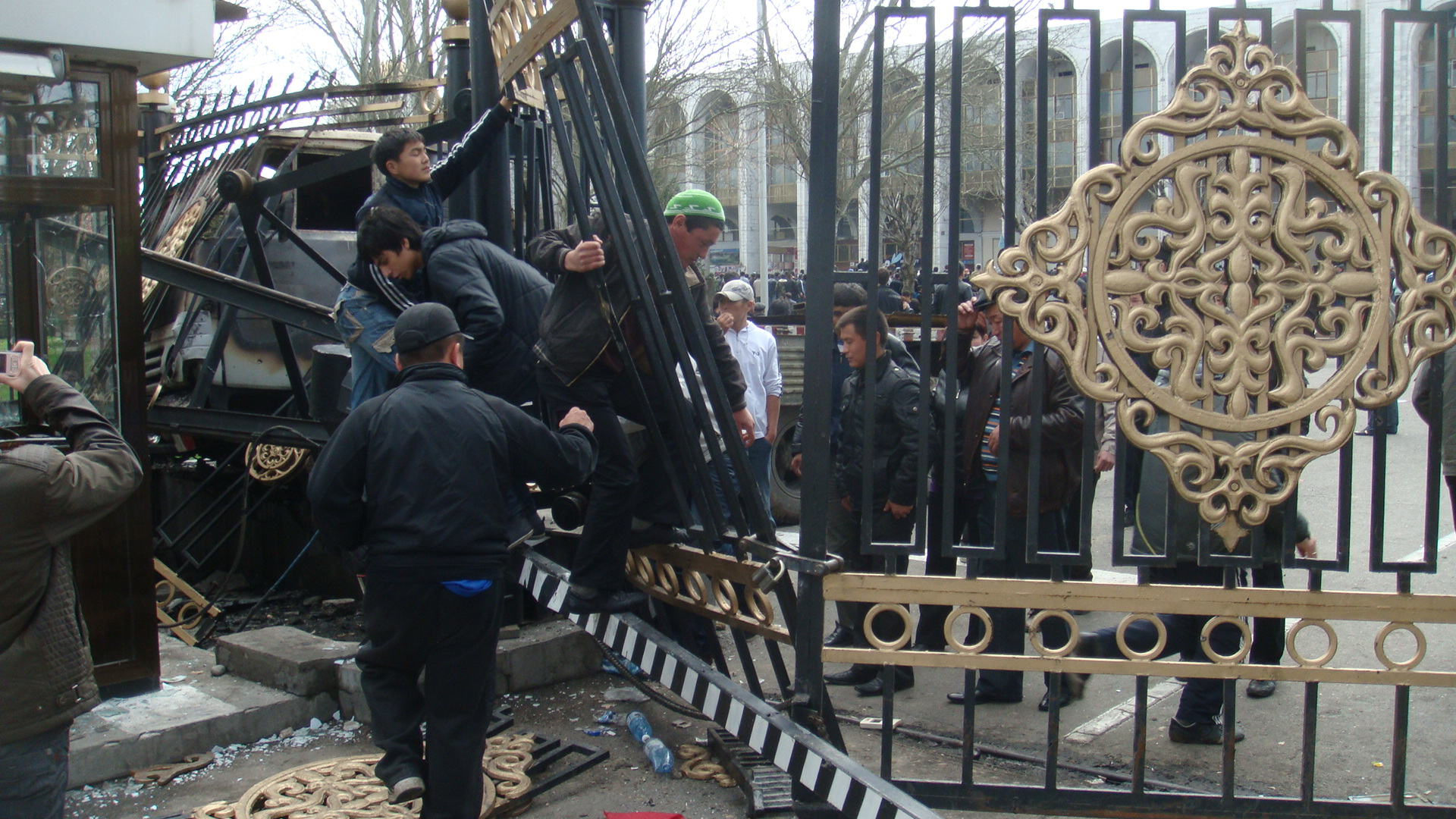
Демонстранти прориваються на територію Парламенту в Бішкеку, 7 квітня 2010

  - Декілька сотень учасників антиурядових виступів у Таїланді прорвалися в будівлю парламенту в Бангкоку[33]. Прем'єр-міністр країни Апхісіт Ветчатчіва оголосив надзвичайний стан у столиці та прилеглих регіонах[34]
- 8 квітня
  - У Празі президент Росії Дмитро Медведєв і президент США Барак Обама підписали новий російсько-американський договір про стратегічні наступальні озброєння (СНО)[35][36]
  - Конституційний Суд України легітимізував коаліцію, до складу якої входять депутати, які не перебувають у складі фракцій, що ініціювали створення цієї коаліції[37][38][39]
- 9 квітня
  - Національна Асамблея Пакистану одностайно проголосувала за поправки до Конституції, що обмежують повноваження президента на користь парламенту й уряду[40]
  - На компресорній станції Портова у районі Виборга відбулися урочисті заходи, присвячені початку будівництва у Балтійському морі газопроводу «Північний потік»[41]
- 10 квітня
  - Поблизу Смоленська розбився літак Ту-154, на борту якого перебував зокрема президент Польщі Лех Качинський. Всі пасажири літака загинули[42][43][44]Уламки літака президента Польщі на місті катастрофи

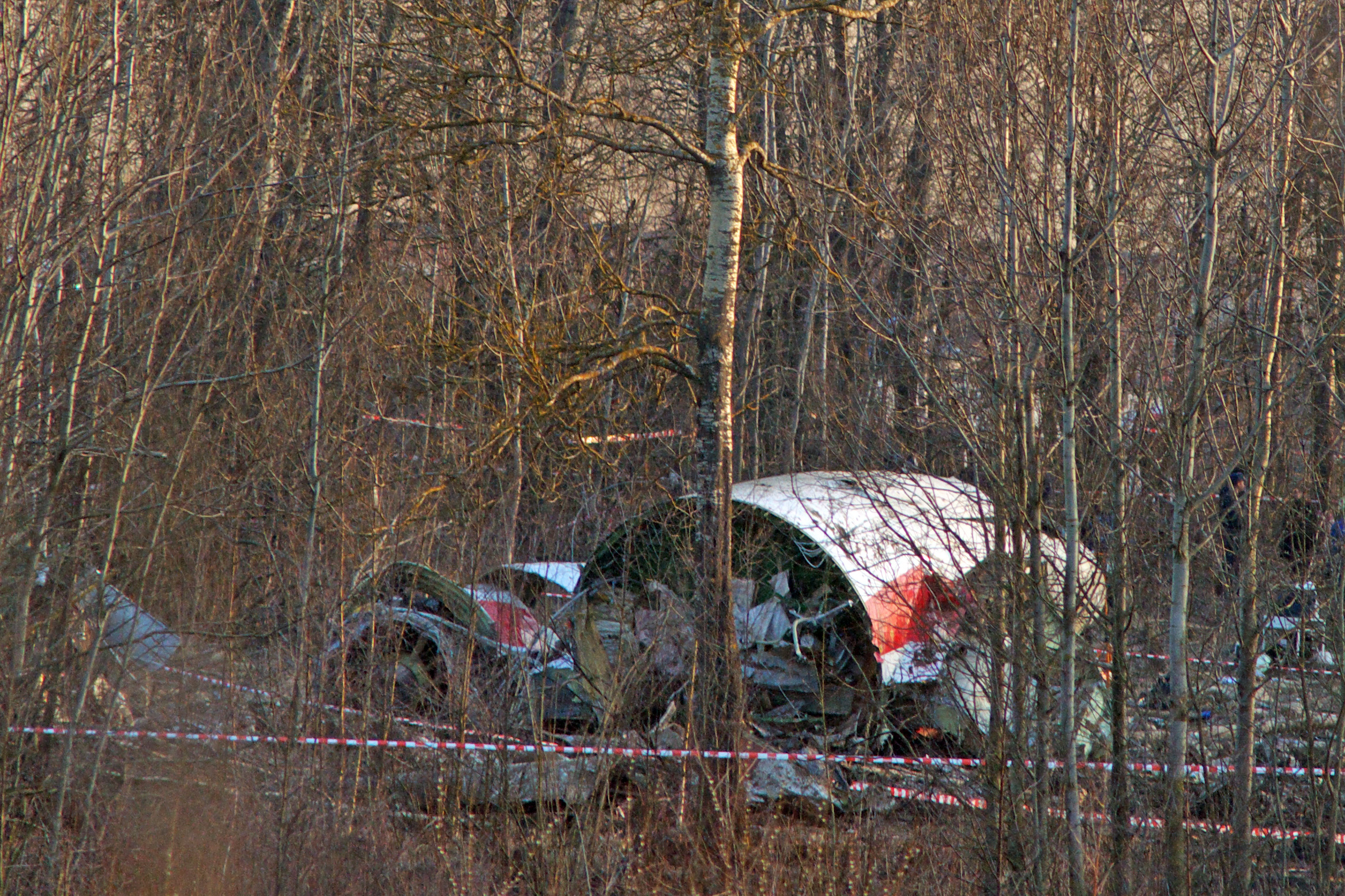
Уламки літака президента Польщі на місті катастрофи

  - Під час зіткнень антиурядових демонстрантів з військовими у Бангкоку загинуло 15[45] осіб. Серед загиблих — японський телеоператор агентства «Reuters»[46]
- 11 квітня
  - В Угорщині відбулися парламентські вибори[47][48][49][50]
  - У Празі відбулася урочиста церемонія інтронізації нового глави католицької церкви Чехії — Домініка Дуки[51][52]
  - На Соломонових островах стався сильний землетрус (7,1 за шкалою Ріхтера), епіцентр якого перебував за 97 кілометрів на північний захід від міста Кіракіри на глибині 52 кілометри[53][54]
- 12 квітня
  - Внаслідок зіткнень армії і бойовиків у столиці Сомалі Могадішо загинуло щонайменше 19 осіб, включаючи мирних жителів[55][56]
  - ВООЗ почала розслідування того, наскільки виправдано було підвищення рівня виникнення пандемії свинячого грипу A/H1N1 до максимального[57]
- 13 квітня
  - Рада вищих улемів Саудівської Аравії дала остаточне визначення тероризму, відкинула терористичні дії і оголосила фінансування тероризму заборонним з точки зору релігійної практики[58][59]
- 14 квітня
  - В Ісландії почалося повторне виверження вулкана, розташованого біля льодовика Ейяф'ятлайокютль, евакуйовано бл. 800 осіб[60]Виверження Ейяф'ятлайокютля. 17 квітня

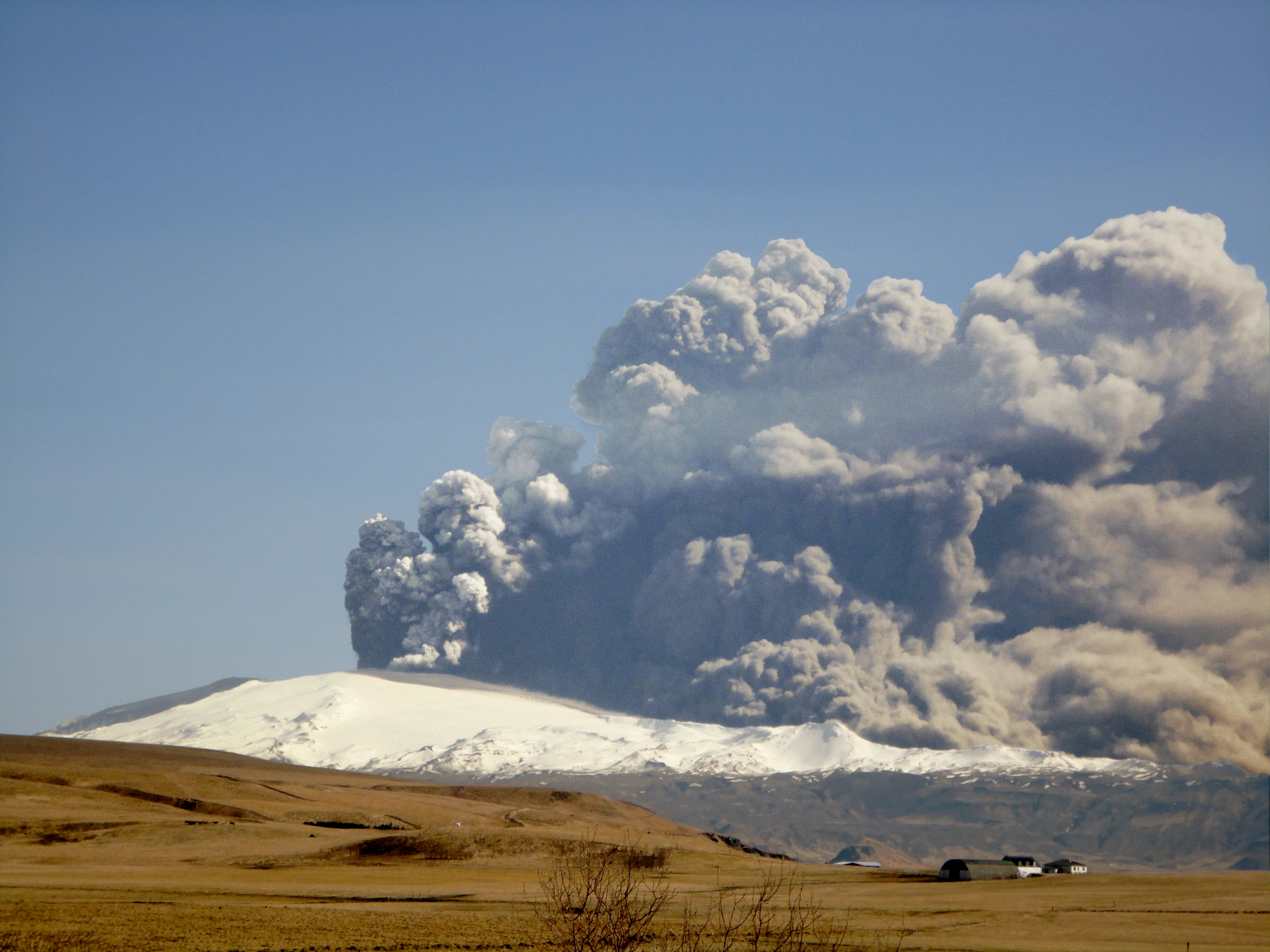
Виверження Ейяф'ятлайокютля. 17 квітня

  - В китайській провінції Цинхай стався землетрус магнітудою бл. 7,1 бала за шкалою Ріхтера. Загинуло 617[61] осіб[62][63]
- 15 квітня
  - У NASA офіційно оголосили про втрату контролю над марсіанським апаратом Phoenix Mars Lander[64]
  - Повітряний рух у більшості країн північної Європи було зупинено через попіл із вулкана в Ісландії[65]
- 16 квітня
  - Курманбек Бакієв відмовився від президентства[66]
- 18 квітня
  - На Північному Кіпрі пройшли президентські вибори[67], перемогу здобув представник націоналістів, чинний прем'єр-міністр Дервіш Ероглу[68]
- 19 квітня
  - В Іраку знищено ймовірного лідера місцевої Аль-Каїди Абу Аюба аль-Масрі[69]
- 20 квітня
  - Стався вибух на нафтовій платформі Deepwater Horizon[70]
- 21 квітня
  - У Харкові президенти України й Росії підписали Угоду про продовжити перебування Чорноморського флоту Росії на севастопольській базі на 25 років[71][72]Віктор Янукович та Дмитро Медведєв під час зустрічі у Харкові. 21 квітня

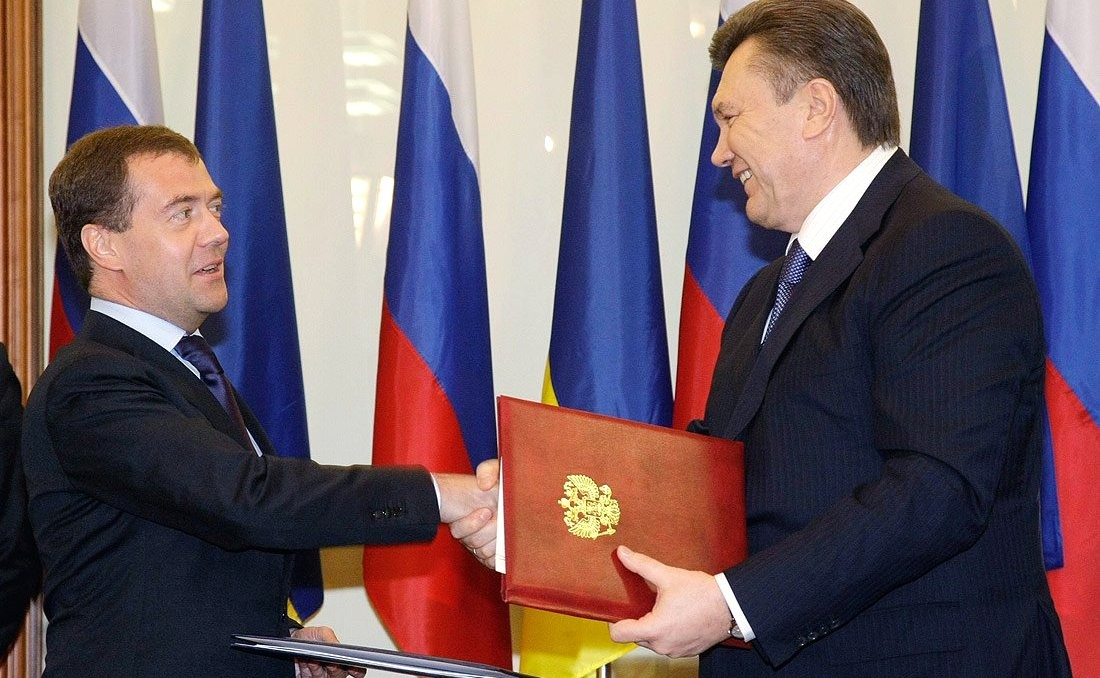
Віктор Янукович та Дмитро Медведєв під час зустрічі у Харкові. 21 квітня

  - В Барселоні помер колишній голова МОК Хуан Антоніо Самаранч[73][74]
- 22 квітня
  - У Греції відбулися масові демонстрації проти антикризових заходів уряду та ймовірних скорочень робочих місць[75]
  - Внаслідок низки вибухів у діловому центрі Бангкока загинула щонайменше одна людина, близько 70 людей отримали поранення[76]
- 23 квітня
  - У Чилі стався землетрус силою 6,1 бала. Епіцентр був за 500 кілометрів на північний захід від столиці Сантьяго на глибині 35 кілометрів[77]
  - У Багдаді відбулася серія потужних вибухів, що забрали життя щонайменше 67 людей. Ще понад 110 осіб отримали поранення[78]
  - Боснія та Герцеговина отримала План дій із членства в NATO[79]
  - В Ірландії стався теракт: поблизу поліцейської дільниці у містечку Ньютонгамільтон вибухнуло авто, троє людей поранено[80]
- 24 квітня
  - В Афінах відбулися сутички між правоохоронцями та демонстрантами, 10 учасників протестів потрапили за ґрати за порушення громадського спокою[81]
- 25 квітня
  - На американський штат Міссісіпі налетів торнадо, загинуло щонайменше 10 людей[82]
  - В Австрії відбулися президентські вибори[83]
  - Піщана буря налетіла на західний Китай (провінції Ганьсу та Цінхай)[84]
  - В Угорщині пройшов другий раунд парламентських виборів, перемогу здобули правоцентристський блоку ФІДЕС та християнські демократи (КДНП), здобувши на двох 68 % голосів[85]
- 26 квітня
  - Король Бельгії Альберт II прийняв відставку уряду Іва Летерма, подану 22 квітня[86]
- 27 квітня
  - Угода між Україною і Російською Федерацією з питань перебування Чорноморського флоту Російської Федерації на території України ратифікована парламентами двох країн. В Україні це супроводжувалося масовими акціями протесту та незладом у сесійній залі парламенту
- 30 квітня
  - У американському штаті Арканзасі пройшов сильний торнадо, внаслідок якого загинуло 3 особи[87]